# 非洲氣候變化

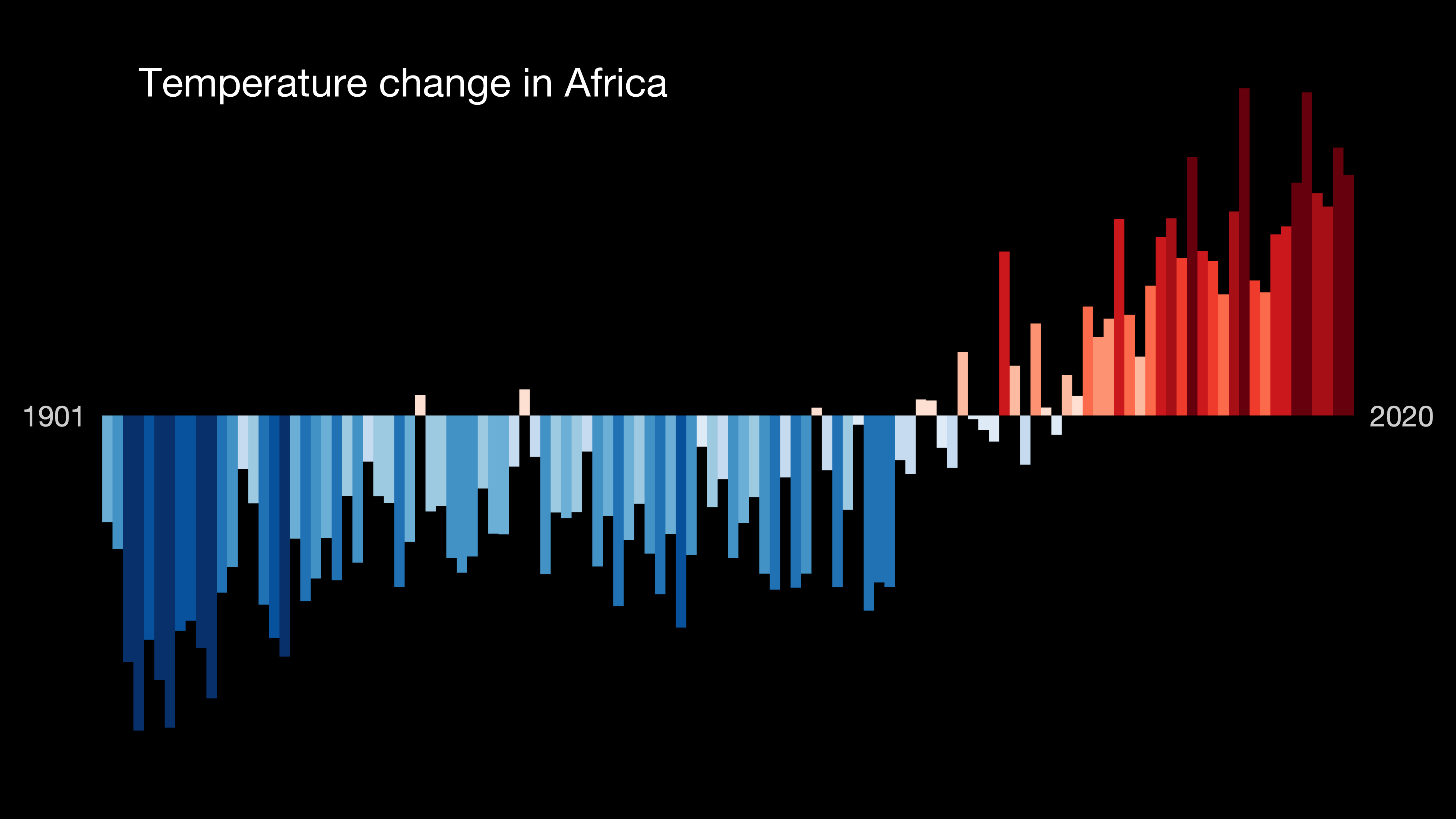
圖案顯示顯觀測到的非洲於1901年到2021年期間氣溫變化，紅色表示高於全球平均氣溫，藍色則低於全球平均氣溫，於1971年到2000年期間的非洲氣溫則為界於紅色與藍色之間。

非洲氣候變化（英語：Climate change in Africa）是個日益嚴重的威脅，原因是這個大陸非常容易受到氣候變化影響。一些消息來源甚至將非洲歸類為“地球上最脆弱的大陸”。這種脆弱性是由一系列因素所導致，包括調適能力薄弱、當地人生計高度依賴生態系統所產以及農業生產技術落後。氣候變化對非洲農業生產、糧食安全、水資源和生態系統服務造成的風險會對當地人的生活和可持續發展前景產生日益嚴重的影響。IPCC在2007年預測許多非洲國家和地區的農業生產和糧食安全會因氣候變率與變化而受到嚴重損害（高置信度）。管理此一風險需要將緩解和調適戰略納入生態系統產品和服務，以及非洲農業生產系統之內。
預計全球於未來幾十年內，幾乎都會因變暖而受到影響，全球平均降雨強度將會增加。非洲目前變暖的速度平均快於世界其他地區。由於這種迅速的氣候變化，導致非洲大陸的大部分地區變得不適於居住，也會對當地人的健康、糧食安全和貧困帶來災難性的後果。
預計非洲熱帶地區降雨在空間尺度上會變化更大，雖然預期會有變化，但在任一地點的變化跡象難以確定。自19世紀末至21世紀初，儀器測量而得的非洲地表氣溫已普遍上升約1°C，但旱季末於撒赫爾地區的局部氣溫最少上升達到3°C。觀測到的降水趨勢一如預期，具有空間和時間上的差異。觀測到的溫度和降水變化則因地區而異。
例如肯亞具有很高的氣候變化脆弱性。主要的氣候災害包括乾旱和洪水，目前的看法是降雨會更加強烈且難以預測，而有其他預測認為氣溫將上升0.5至2°C。在其人口眾多的首都奈洛比，非正規居住區（即“貧民窟”）的惡劣條件會把氣候變化和災害相關風險的影響強化。特別是這類大型非正規居住區的條件往往會因建築材料品質低下、通風不良、綠地稀疏以及電力和其他服務取得不易，而造成更為溫暖的“微氣候”。為減輕這類社區中與氣候變化相關的風險，重要的是要透過城市發展干預措施來提升這些居住區的氣侯韌性。
區域一級（區域性國家之間）的行動者在調適工作方面正取得一些進展，包括制定和採用若干區域性氣候變化調適戰略，例如南部非洲發展共同體氣候變化政策文件和水資源部門的調適戰略。此外另有其他措施來強化氣候變化調適，例如東部和南部非洲氣候變化適應和減緩計劃（COMESA-EAC-SADC，由東部和南部非洲共同市場、東非共同體及南部非洲發展共同體三個經濟體，總共26個國家組成）。
由55個成員國組成的超國家組織 - 非洲聯盟在2014年提出的報告草案中列舉47個目標和應對行動，用以對抗和緩解非洲大陸的氣候變化。聯合國秘書長也宣布需要與非洲聯盟密切合作，依據聯合國永續發展目標達成應對氣候變化的目標。聯合國把非洲大陸的人口增長列入考慮，估計其每年需要1.3兆美元的資金才能達成可持續發展目標。國際貨幣基金組織（IMF）還估計僅為支應當地氣候變化調適的成本就需要500億美元。

## 對自然環境的影響

### 溫度與天氣變化
自19世紀末至21世紀初期間，觀測到的非洲地表溫度比之前的平均溫度普遍上升約1°C，但旱季末撒赫爾地區的最低局部氣溫升高達到3°C。觀測到的降水趨勢具有空間和時間上的差異，如預期的相同。觀測到的氣溫和降水變化因地區而異。
於2019年所做的一項研究，預測非洲雨季間乾旱期的長度會增加，極端降雨率也會增加。換句話說：“非洲降水與乾旱的極端天氣都將變得更加嚴重”。研究發現大多數氣候模型將無法精確預測這些變化的程度，因為這類粗解析度的模型並未將對流的因素列入考慮。

### 水資源

人造衛星圖像，2018年萎縮的查德湖與之前1984年的對比。

非洲大部分地區的水質和可用性均已惡化，主要是由於氣候變化造成。當地水資源脆弱，會因受到氣候變化的強烈影響而對人類社會產生放大的影響。IPCC預測由於氣候變率和變化，會導致非洲數百萬人持續面臨日益嚴重的水資源壓力（IPCC第五次評估報告）。降水模式變化後會直接影響地表徑流和可用水量。水文循環（水循環）發生任何變化都會對非洲河流的流域產生重大影響。為更能了解氣候變化導致的過去和未來可用水量的變化，IPCC (第五次評估報告) 建議使用動態精細尺度技術 - 使用協調區域精細尺度實驗（CORDEX）氣候模型（模型最大涵蓋辨識度為50公里），辨識率取決於流域的大小和氣象記錄的覆蓋面積。但在使用動態精細尺度的區域氣候模擬（Reginal Climate Models，RCM）之前，須評估它們在不同空間尺度上的適當性，因為其性能會因地點而異，也會因使用不同的RCM而有差異。
由於土地利用的多樣性和復雜的社會政治情勢，氣候變化可能會進一步加劇各非洲流域的水資源緊張形式 - 例如坦桑尼亞的魯菲吉河（該國第一大河）流域。

## 對當地人的影響

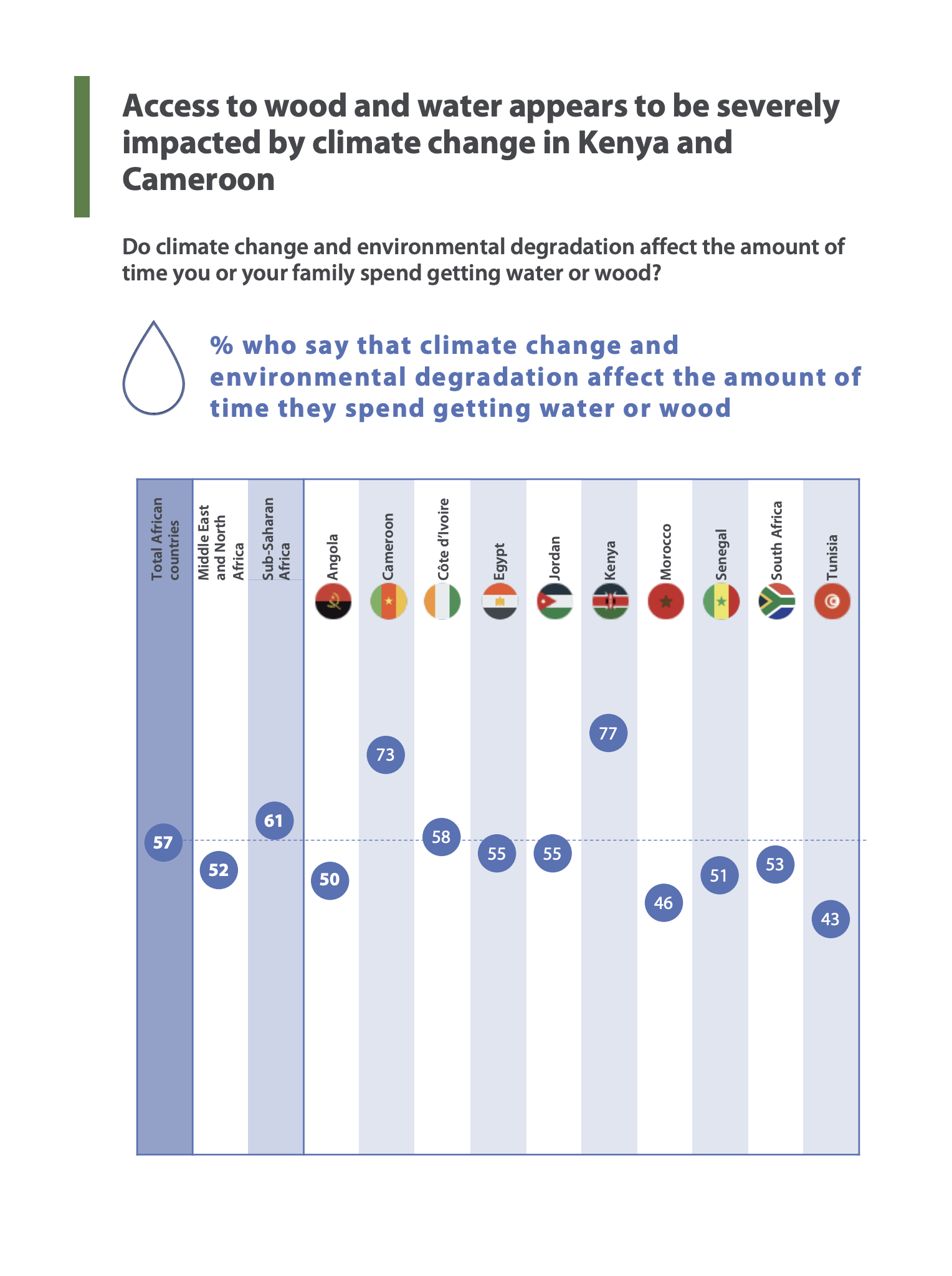
於2022年所做的調查，非洲人因氣候變化而導致取得木材與水發生困難，肯亞與喀麥隆兩國的情況最為嚴重。

氣候變化會因多種因素而對非洲產生越來越大的影響。這些影響事實上已顯現，如果全球不採取行動去減少碳排放，影響之中 - 包括氣溫升高、乾旱、降雨模式變化以及氣候變化本已加劇中 - 將會更為惡化。這些條件會對能源生產和消費產生影響。許多非洲國家最近因有氣候變化相關的乾旱發生，已對整個非洲大陸的能源安全和經濟發展產生不利影響。
非洲將會是全球受到氣候變化不利影響最嚴重的地區之一。具有脆弱性的原因有多種，包括調適能力水平低、支持調適的技術和信息傳播不順暢以及生計高度依賴農業生態系統。許多非洲國家被歸類為社會經濟條件的最低度開發國家（LDC），表示其在應對氣候變化影響方面所面臨的將會是特別艱鉅的挑戰。
IPCC第五次評估報告中指出非洲的明顯風險牽涉到生態系統、水資源供應和農業系統，此與糧食安全均有關聯。 
針對歐洲投資銀行於2022年所做的氣候調查，有來自十個非洲國家的6,000多名受訪者參與。調查結果是88%的受訪者聲稱氣候變化正在傷害他們的生活，而61%的受訪者聲稱環境破壞影響他們的收入或生計來源。這些損失通常是由於嚴重乾旱、海平面上升或海岸侵蝕，或是洪水或風暴等極端天氣事件所造成。
超過一半的非洲受訪者（57%）表示他們或他們認識的人已採取措施去調適氣候變化的影響。措施中包括投資節水設備，以減輕乾旱的影響和在洪水發生前先清理排水溝。有34%的受訪者表示除通貨膨脹和獲得醫療保健等關鍵問題外，氣候變化是他們國家面臨的另一個最緊迫的問題。

### 經濟影響
非洲變暖速度平均快於世界其他地區。非洲大陸的大部分地區因此會變得不適宜居住，世界平均氣溫每升高1°C，非洲的國內生產毛額(GDP) 將會下降2%，如果升高4°C，非洲的GDP會下降12%。由於氣溫上升，預計農作物產量將會因此大幅下降，並預計整個非洲的強降雨將更加頻繁和強烈，把洪水的風險升高。 

#### 農業

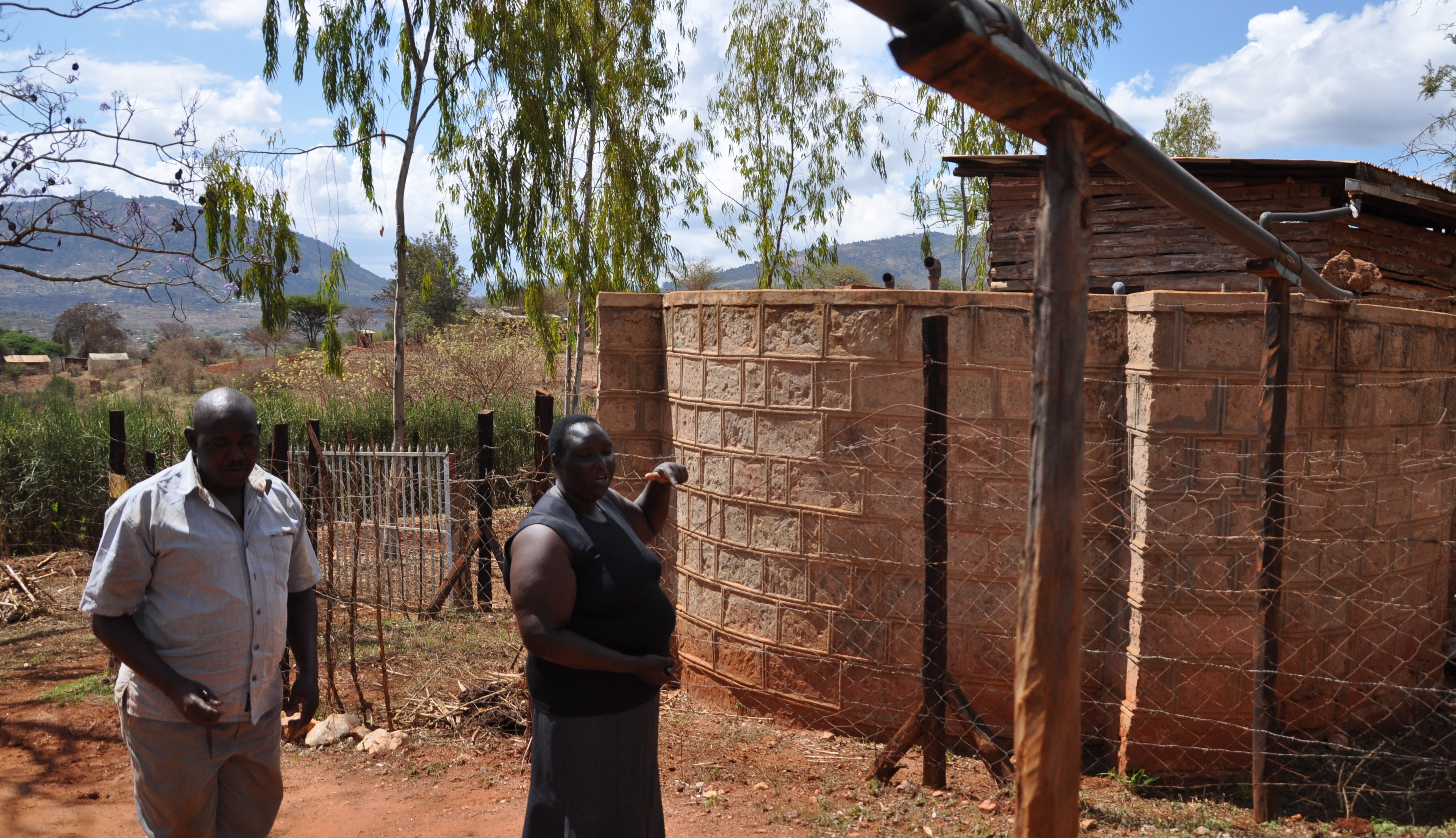
於肯亞東部馬查科斯郡實施的“氣候智能型農業” ，做法中所設的雨水蓄積設備。

農業是非洲特別重要的部門，支持整個非洲大陸的生計和經濟。平均而言，撒哈拉以南非洲地區的農業產值佔GDP的15%。非洲的地理位置讓其特別容易受到氣候變化的影響，70%的人口依靠雨養農業維持生計。小農擁有的農地佔所有農地的80%。IPCC於2007年發佈預測，氣候變率和變化將嚴重損害農業生產力和糧食取得。:13此預測被賦予“高置信度”。由於即將而來的氣候變化，耕作系統、畜牧業和漁業將面臨更大的病蟲害與疾病風險。病蟲害已造成約1/6的農業生產力損失。氣候變化將加速病蟲害的流行，並增加事件的頻率。氣候變化對非洲農業生產的影響將對糧食安全和生計造成嚴重影響。非洲的糧食不安全程度於2014年到2018年期間排名世界第一。
由於非洲存在的是嚴重依賴雨養的自給農業，以及較少採用氣候智能型的做法，導致此部門具有高度脆弱性。由於用以支持調適行動的氣候數據和信息的可靠性和取得能力薄弱，將情況變得更為複雜。觀測到以及預測的氣候變化所導致的降水模式擾亂，將會縮短非洲許多地區的生長季節，並影響作物產量。此外，非洲農業部門主要由小農組成，他們獲得技術和調適資源的機會與能力有限。
氣候變率與變化始終是，並會持續是造成全球開發中國家糧食生產波動的主要根源，這些國家的農業生產高度依賴雨養。農業部門對天氣變化很敏感，特別是降水、溫度模式和極端天氣事件（乾旱和洪水）的年際內變化。預計這些氣候事件將會增加，並對農業部門產生重大影響，而對糧食價格、糧食安全和土地使用決策產生負面影響。到2020年，一些非洲國家的雨養農業產量可能會減少高達50%。為防止未來氣候變化對糧食生產造成的破壞性影響，調整或提出可能的政策以為應對就很重要。非洲國家需要建立一個國家法律框架，根據預期的氣候變化來管理糧食資源。然而在制定政策之前，特別是對農業部門的影響方面，就要清楚了解氣候變化將如何會影響不同的糧食作物。由於非洲東部地區在2020年發生過嚴重的蝗災，對當地的農業產生不利影響，更凸顯此點的重要性。這次蝗蟲入侵的部分原因是氣候變化 - 氣溫升高和降雨增多，導致蝗蟲數量異常增加。
發生於東非的氣候變化預計會導致乾旱和洪水的頻率和強度增加，而對農業部門產生不利影響，但影響程度會因地區不同而有差異。國際食物政策研究所 (IFPRI) 的研究顯示大多數東非地區的玉米產量會增加，但衣索比亞、剛果民主共和國 (DRC)、坦尚尼亞和烏干達北部部分地區的產量將會下降。預測氣候變化也將會把耕地生產高產量和高品質作物的潛力降低。
發生在肯亞的氣候變化預計將對農業部門產生重大影響，當地農業部門主要靠雨養，因此極易受到溫度和降雨模式變化以及極端天氣事件的影響。在乾旱和半乾旱地區（ASAL），畜牧業是當地主要經濟和生計活動，影響會尤其明顯。在ASAL，超過70%的牲畜死亡是由乾旱所造成。預計在2030年代會有52%的ASAL牛群因極端溫度壓力而面臨死亡風險。
氣候變化將會加劇大多數南部非洲國家農業部門的脆弱性，這些國家目前已受到基礎設施薄弱以及技術投入和創新滯後的限制。南部非洲耕地面積的近一半用於種植玉米，而預計將來的產量會減少30%。氣溫升高也會促進雜草和害蟲的廣泛傳播。
氣候變化將增加糧食生產、獲取和供應的變率，而對西非的農業產生重大影響。
降雨強度加大、乾旱期延長和高溫預計將對中部非洲的木薯、玉米和豆類生產產生負面影響。預計洪水和土壤侵蝕將破壞該地區本已有限的交通基礎設施，而導致已收穫作物的損失。該地區咖啡豆和可可豆等經濟作物的出口正在增加，但此類作物極易受到氣候變化的影響。當地既有的衝突和政治不穩定已影響農業對當地GDP的貢獻，而氣候風險會將這種影響強化。
世界平均氣溫每上升1°C，非洲的GDP就可能下降2%，如果氣溫上升4°C，非洲的GDP可能會下降12%。由於氣溫上升，加上整個非洲大陸發生乾旱的可能性增加，預計農作物產量將大幅下降。此外，預計整個非洲的強降雨機率將會更加頻繁和強烈，而增加發生洪水的風險。

#### 能源
隨著人口的增加和相應的能源需求，能源安全方面必須解決，因為能源對於可持續發展甚為重要。由於許多國家依賴水力發電，氣候變化的結果讓降雨量減少和乾旱頻仍，導致水壩水位下降，對水力發電產生不利影響，非洲的能源部門因而受到影響。結果造成一些依賴水力發電的非洲國家發電量降低、電費升高、停電或輪番停電 ，此類情況對迦納、烏干達、肯亞和坦尚尼亞等國的各個部門均造成負面的影響。

### 健康影響
非洲國家的公共衛生系統效率排名世界最末。如瘧疾、血吸蟲病、登革熱、腦膜炎等對氣候影響敏感的傳染病在撒哈拉以南非洲地區有最高的發生率（例如全球每年有超過90%的瘧疾病例發生在非洲）。氣候變化將影響傳染媒介的傳播，並改變人們對這些疾病的感染傾向。
根據IPCC第六次評估報告，氣候變化對數千萬非洲人的健康構成重大威脅，因為氣候變化讓他們面臨不良氣溫、極端天氣以及傳染病區域擴大和傳播率的增加。
氣候變化導致氣溫升高、風暴和乾旱頻率增加以及海平面上升，將影響全球傳染病的發生及其分佈。
聯合國世界糧食計劃署 (WFP) 於2021年7月將馬達加斯加糧食危機歸咎於氣候變化（而非戰爭或衝突）。據信這是世界首次由氣候變化引起的饑荒。

#### 瘧疾
瘧疾在非洲一直對當地人產生巨大影響。隨著氣候變化持續發展，全年發生瘧疾的特定地區將從西非沿海轉移到剛果民主共和國和烏干達之間，稱為非洲東部高地的地方。
雖然溫度變化模型顯示氣溫升高與瘧疾傳播增加之間存在關係，但仍有其他的因素如土地利用、社會經濟條件及人類干預措施也會產生影響。反過來，氣候變化影響到蚊蟲的分佈，也會對人類的干預與病媒控制措施造成影響。因此對於氣溫如何影響到此類疾病在目前和將來的分佈，而進行準確的模擬及預測就非常重要。

### 對沖突和移民的影響
聯合國環境署於2007年對蘇丹進行衝突後的環境評估。根據這份報告，蘇丹的環境壓力與其他社會、經濟和政治問題（例如人口流離失所和自然資源競爭）相互關聯。降雨量減少導致的區域氣候變化被認為是導致達佛戰爭的因素之一。氣候變化與其他環境問題一樣，也會對蘇丹未來的發展產生負面影響。環境署提出的建議之一是由國際社會協助該國對氣候變化作調適。

## 各地區情況

### 中非
中非的大部分國家均為內陸國家，地理上均受到氣候變化的威脅。當地的雨養農業預計將經歷期間更長、更頻繁的熱浪以及增加的極端潮濕天氣事件。該地區的平均氣溫將上升1.5°C至2°C。
剛果盆地森林吸收二氧化碳的能力將會下降。這種減少是由於氣溫升高與乾旱導致樹木生長減少所致。此表明即使是未受砍伐的森林也會受到氣候變化的影響。刊載於《自然》雜誌的一項研究報告，顯示非洲森林到2030年所吸收的二氧化碳將比2005年至2010年左右期間平均減少14%，而到2035年將會完全失去吸收二氧化碳的能力。

### 東非
整個東非幾乎完全位於熱帶地區之內，降雨主要由熱帶雨帶的季節性移動而定。東非南北跨越超過30個緯度（橫跨赤道），其特徵是有高時空降雨量變率。它同時受到印度洋和大西洋的影響，並具有主要的地形特徵，如高地以及內陸水體（如維多利亞湖 - 非洲最大與世界第二大淡水湖）等。因此其降雨季節性有地區性的差異，從西北部分地區每年7月至8月的單一雨季（包括衣索比亞和南蘇丹，這兩個國家在氣象上與西非有較為緊密的聯繫，降雨由西非季風帶來）到南部地區（坦尚尼亞）每年12月至次年2月的單一雨季，靠近赤道的許多地區每年有兩個雨季，大約在每年3月至5月（“長雨季”）和10月至12月（“短雨季”）。降雨季節性的精細變化通常與地形和湖泊有關。年際變化可能很大，已知的控制因素包括不同海洋盆地的海面溫度（SST）變化、大規模大氣變化模式（例如馬登-朱利安振盪（MJO））和熱帶氣旋。長雨季是此地區農作物的主要生長季節。長雨季與短雨季相比，其年際可預測性較低，而且最近的乾燥現象與預測未來濕潤的氣候則形成鮮明對比（稱為“東非氣候悖論”。）。
東非在近幾十年來頻繁發生嚴重乾旱和毀滅性洪水。自20世紀80年代起的降雨趨勢顯示3月至5月(MAM) 季節性降雨普遍減少，而6月至9月(JJAS) 和10月至12月(OND) 降雨略有增加，但最近的MAM季節性降雨似乎出現恢復。而預計未來東非的降雨量和氣溫均會發生變化。.最近的氣候預測研究，顯示到本世紀中葉，平均氣溫可能上升約2–3°C，到本世紀末平均氣溫可能上升2–5°C。但將取決於人類的作為，以及實際發生的結果。氣候模型預測通常顯示降雨量會增加，特別是在OND期間，且會延遲較晚才發生。短雨季的延後與氣候變化導致撒哈拉熱低壓的強化（表示低壓會變得更低，而導致強風、溫度降低及降雨量均增強）有關。雖然有些模型預測降雨量將會減少，且對於某些地區和季節的預測是將發生大量增加，但這種大量降雨已被證明是由錯誤的預測系統機制造成。此外，氣膠變化會成為降雨量變化的強迫，而許多氣候預測都沒將其列入考慮。
目前赤道東非MAM（長雨季）中的乾燥趨勢與大多數模型預測未來濕潤的對比被稱為“東非氣候變化悖論”，而最近已有一些降雨量恢復。研究顯示乾燥趨勢不太可能是純粹自然發生，而可能是由氣膠（而非由溫室氣體等因素）所驅動，但仍需進一步研究。事實證明乾燥是由雨季縮短所造成，同時與阿拉伯熱低壓的強化有關。
對赤道東非雨季開始時間與降雨量作預測同樣具有不確定性，但許多模型均預測這類短預計的降雨會更晚，且更加濕潤。科學界已知印度洋偶極（IOD）對短雨季的年際變化具有強有力的影響，且研究顯示極端IOD可能會在氣候變化的情況下增加。
預計全球氣候變化將導致降雨強度加劇，隨著氣候變暖，極端降雨頻率的增加速度強過總降雨量的增加速度。最近的研究顯示全球模型預計會把對整個非洲的降雨強度變化程度低估，且非洲的極端降雨變化區域可能比全球模型預測的更為廣泛。
東非南部地區的大部分降雨量是在南半球冬季的單一雨季中發生：坦尚尼亞的季節性降雨量在未來的氣候變化下預計將會增加，但存在不確定性。再往南，莫三比克由於未來的氣候變化，預計雨季開始較晚，期間會縮短，但也存在一些不確定性。

### 北非
本節摘自中東與北非氣候變化。
中東與北非氣候變化指的是位於中東與北非地區（MENA）的氣候變化以及該地區各國隨後的應對（適應與緩解）戰略。 中東與北非地區於2018年排放32億噸二氧化碳，佔全球溫室氣體排放量的8.7%，而當地人口僅佔全球的6%。這些排放主要來自能源部門，由於該地區蘊藏豐富的石油和天然氣儲量，能源部門是許多中東與北非經濟體不可或缺的組成部分。中東地區是最具氣候變化脆弱性的地區之一。影響包括乾旱、熱浪和海平面上升。
IPCC指出，全球溫度和海平面急劇變化、降水模式變化以及極端天氣事件頻率增加是氣候變化的一些主要影響。中東和北非地區由於其乾旱和半乾旱環境，特別容易受到此類影響，面臨降雨量少、氣溫高、土壤乾燥等挑戰。IPCC預計導致中東與北非地區面臨此類挑戰的氣候條件將在整個21世紀惡化。如果不大幅減少溫室氣體排放，此地的部分地區將面臨在2100年之前變得不適於居住的風險。

### 西非與撒赫爾
西非地區可分為四個氣候分區 - 幾內亞海岸、蘇達諾-撒赫爾、撒赫爾（向東延伸至衣索比亞邊境）和撒哈拉沙漠，各分區氣候條件不同。降雨季節週期主要由熱帶輻合帶（ITCZ）的南北運動驅動，其特點是潮濕的西南季風與乾燥的東北哈麥丹風的匯合。
根據年際降雨量變率，在撒赫爾地區可觀察到三個主要氣候時期：1950年至1960年代初期的濕潤期，隨後有1972年至1990年的乾旱期，然後是1991年以來的部分降雨量恢復期。在乾旱時期中，此地經歷幾次特別嚴重的乾旱事件，帶來毀滅性影響。自20世紀90年代初開始的近幾十年來，年降雨量也略有增加。但年總降雨量仍大幅低於20世紀50年代所觀測到的水平。
一些人將近二十年視為降雨恢復期。其他人將此稱為“水文強化”時期，大部分年降雨量的增加來自更嚴重的降雨事件和偶發的洪水，而非更頻繁的降雨頻率，所以雖然降雨總量有所增加，但仍呈現的是乾旱持續。撒赫爾地區的17個國家中自1985年起有54%的人口受到至少五次洪水的影響。而在2012年，當地出現嚴重乾旱（參見2012年撒赫爾旱災）。該地區各國政府迅速反應，推出處理問題的戰略。
預計該地區的降雨情況將發生變化，氣候模型顯示撒赫爾西部地區雨季降雨量更有可能減少，中部至東部則有可能增加，但尚不能排除相反的趨勢。這些趨勢將會影響洪水、乾旱、沙漠化、沙塵暴、沙漠蝗災和水資源稀缺的頻率和嚴重程度。
然而無論季節性平均降雨量如何變化，預計強烈的風暴將會變得更為強烈，而提升洪水的機率。溫室氣體排放增加和全球變暖也會導致乾旱期增加，特別是在幾內亞海岸，在全球升溫1.5°C和2°C情景之下，濕潤期會減少。
從1970年到2010年期間，撒赫爾地區中有15%的人口已經歷過超過1°C的氣溫上升。據IPCC的報告，特別是撒赫爾地區將在21世紀將經歷更大的平均氣溫和降雨模式的變化。

## 調適
為減少氣候變化對非洲國家的影響，需要多個層面（從地方到國家，以及區域層面）共同採取調適行動。非洲第一代的調適項目，其特點主要是小規模，側重農業，具有針對性的投資和技術傳播。最近的工作已重新調整為更大規模、包含更多單位的協調，以解決跨多個部門的問題。

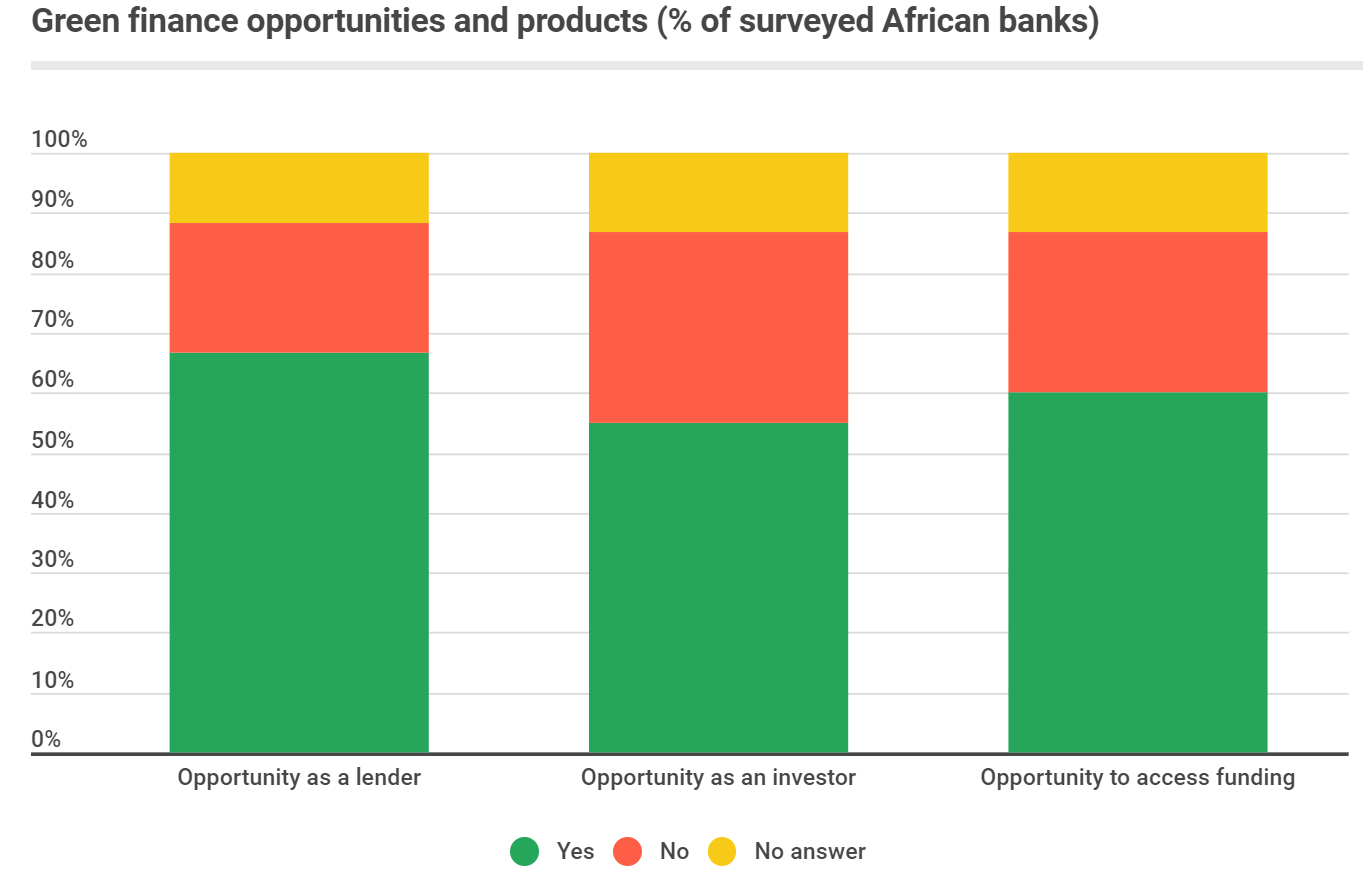
根據歐洲投資銀行的《2021年非洲銀行業研究》報告，非洲金融業受訪者對於綠色投資（包括借貸/投資/取得資金）的看法（以%表示）

改進的天氣預報技術對於撒哈拉以南非洲地區應對氣候變化非常重要，此將有助於與調適相關的決策。
2015年聯合國氣候變化大會（即《聯合國氣候變遷綱要公約》第21次締約方會議，以及《京都議定書》第11次締約方會議）期間，非洲國家元首發起非洲調適倡議（ Africa Adaptation Initiative，AAI）。 AAI指導委員會由非洲部長級環境會議（African Ministerial Conference on Environment ，AMCEN）主席團和非洲談判小組（African Group of Negotiators，AGN）主席組成。非洲調適倡議也得到歐盟的支持。歐盟與非洲聯盟合作，促進可持續資源管理、氣候變化調適與減緩。
在非洲區域層面，區域政策和行動以支持非洲整體調適方面仍處於起步階段。 IPCC第五次評估報告 (AR5) 重點介紹各種區域氣候變化行動計劃的示例，包括由南部非洲發展共同體(SADC) 和維多利亞湖流域委員會所制定者。在國家層面，許多早期調適倡議是透過國家調適行動計劃（簡稱NAPA，由最低度開發國家提出）或國家氣候變化應對戰略（簡稱NCCRS，由倫敦政治經濟學院所屬的Grantham Research Institute on Climate Change and the Environment）提供的文本演繹而來。然而實施進展緩慢，執行程度參差不齊。把氣候變化與更廣泛的經濟和發展規劃作整合仍然案例不足，但已在增加中。
在國家層級以下，許多省市當局也在制定自己的戰略，例如西開普省氣候變化應對戰略（Western Cape Climate Change Response Strategy）。但付諸實施的技術能力和資源水平普遍上仍不足。整個非洲都非常重視以社區為基礎的調適項目。人們普遍認為對地方級調適行動的支持，最好從當地既有的調適能力開始，並善用本土知識和做法來實現。 

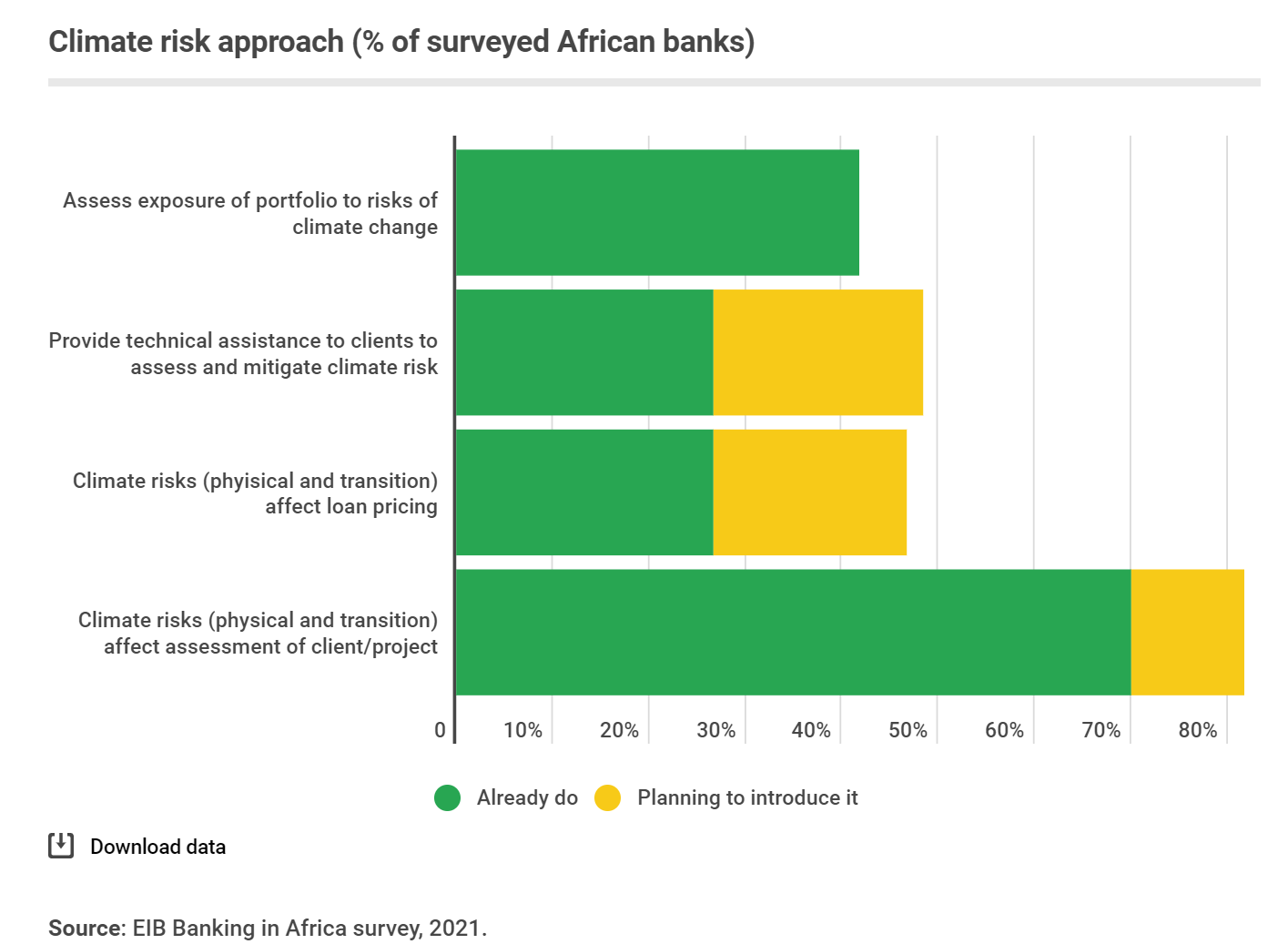
在同一份非洲銀行業研究報告中，非洲金融業受訪者對於氣候變化相關風險的處理模式（以%表示）。

IPCC強調促進非洲有效調適行動的一些成功做法包含有五項共通原則：
1. 加強對自主調適行動的支持、
2. 更加關注進行調適時的文化、倫理和權利考量（特別是透過婦女、青年、窮人和弱勢群體積極參與活動）、
3. 將“軟路徑”選項以及靈活和迭代的學習方法與技術和基礎設施方法相結合（包括在制定適應戰略時將科學、地方性和原住民知識結合）、
4. 注重增強韌性並實施產生低反悔（即效益遠大於投入成本）的調適方案、和
5. 在調適活動中建立管理和鼓勵社會和機構學習的過程。

世界衛生組織（WHO）所發表的《2012-2016年非洲衛生部門適應氣候變化行動計劃》，目的是“為非洲衛生部門氣候變化調適的需求提供全面和基於證據的協調應對行動”。行動計劃中包括擴大公共衛生活動、協調國際規模的工作、加強夥伴關係和協作努力，以及促進對氣候變化影響以及當地社區為減輕氣候變化後果，來採取的有效措施而進行研究。

根據IMF的數據，撒哈拉以南非洲地區為調適氣候變化的影響，每年需要30至50億美元的額外融資。
根據歐洲投資銀行發表的《2021年非洲銀行業研究（Banking in Africa study 2021）》報告，非洲金融業越來越意識到處理氣候變化風險的必要性，並開始把握綠色投資的機會。例如研究中有54%的受訪銀行將氣候變化視為戰略問題，超過40%的銀行人員關注氣候相關領域。撒哈拉以南非洲地區的銀行正在增加其數位化產品，而Covid-19疫情將此一進程加速。大多數受訪銀行表示疫情加快其數位化轉型的速度，且這種轉變已成為一種必然。
窮人和弱勢群體最易受到氣候變化的負面影響，而移工、難民和其他邊緣群體則受害最深。國際貨幣基金組織表示人均GDP要到2024年之前才有可能回復到2019年的水平，經濟前景傾向衰退，而貧困人口數量下降的期望為之破滅。
與危機發生前的預測相較，可能會導致撒哈拉以南非洲地區到2021年再把極端窮困的人口增加3,000萬人，而中東與北非地區的貧困人口將再增加900萬人。

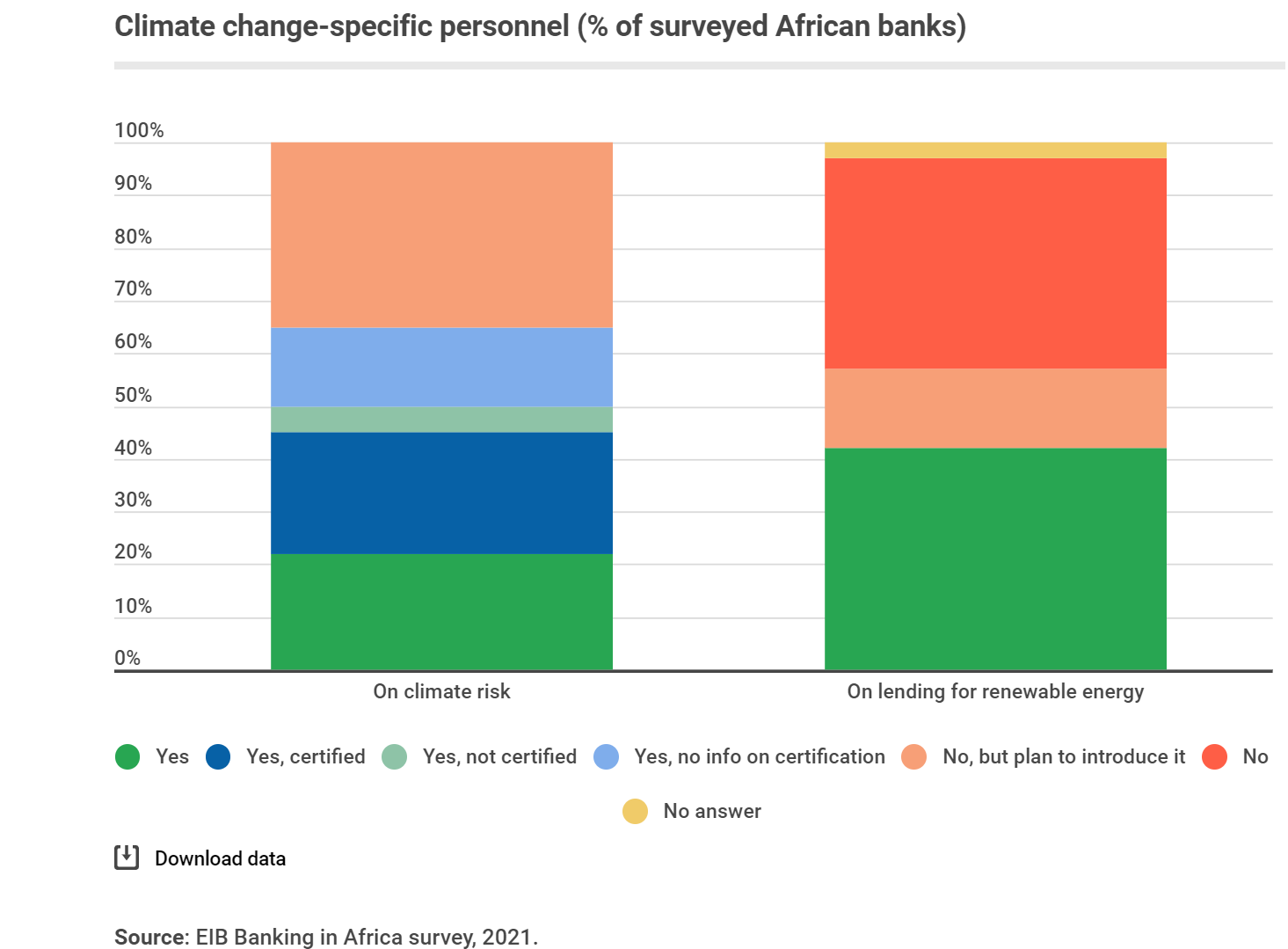
在同一份非洲銀行業研究報告中，非洲金融業受訪者對於是否配置有評估氣候變化影響的專職人員的回覆。 (以%表示)

### 北非調適措施
北非的主要調適措施與水資源短缺風險的增加有關（由氣候變化影響水供應，同時需求又在增加）。繼而可用水量的減少與氣溫升高相互作用，導致雨養小麥生產和面對不斷變化的疾病風險（例如利什曼病）均需進行調適行動。大多數政府主導的調適行動都集中在供水方面，例如進行海水淡化、跨流域調水和水壩建設。對北非的個人和家庭來說，移民是種調適行動。 但在北非出現的調適行動（而非行動意圖或脆弱性評估）的案例與其他地區相似，仍屬有限，於2011年發表的一項系統性審查顯示所報告的87個調適案例中，僅有1個是在北非實施。

### 西非調適措施
水資源供應問題在西非是個尤為嚴重的風險，極端事件如乾旱會導致周期性飢荒、糧食不安全、人口流離失所、移民、衝突和不安全等人道主義危機。調適戰略涵蓋環境、文化/農業和經濟方面。
在農業部門可清楚看到調適行動正在進行，其中一些是經由正式研究計畫或是實驗站制定，或是推廣。在迦納北部可見到與作物、土壤相關或涉及文化習俗的原住民農業調適。以畜牧業為基礎的調適措施包括原住民策略，例如調整牲畜飼料的數量、在豐收期儲存足夠的飼料以便在青黃不接的季節供牲畜攝取、用某些樹皮汁液處理傷口以及飼養已適應加納北部氣候的牲畜品種。另外還有牽涉到畜牧生產技術，包括育種、健康、飼料/營養和圈養。
調適戰略的選項與採用取決於人口因素，例如家庭規模、戶主年齡、性別和教育程度，經濟因素中如收入來源、經營規模、對於選項的知識，還有對未來前景的期望。

### 東非調適措施
東非所採的調適方案有多種，包含改善氣候信息的利用、農業和畜牧業以及水利部門的行動。
更善加利用氣候和天氣數據、天氣預報和其他管理工具，可為依賴天氣預報的農業等部門的人提供及時信息並預作準備。此表示能掌握水文氣象信息和預警系統。有人認為原住民社區會利用環境標誌（例如某些鳥類、蝴蝶等的出現和遷徙）而掌握有關於氣候變化歷史的知識，而促進此類知識被認為是重要的調適戰略。
農業部門的調適措施包括增加糞肥和作物專用肥料的使用、栽種具有抗性和能早熟的作物。糞便（尤其是動物糞便｝被認為可保留水分，並含有可分解養分的微生物，可讓植物利用，但過度使用合成肥料會導致其中合成物被釋放進入環境，繼而造成溫室氣體排放。東非農業部門有項主要脆弱性 - 對雨養農業的依賴。解決方案是高效的灌溉機制以及高效的儲水和利用。滴灌尤其被認為是種節水選擇，此法將水直接引導到植物的根部，可達到浪費最少的效果。盧安達和肯亞等國家已優先發展由常年有水溪流和河流的重力引水水系統，用於灌溉易受長期乾旱影響的地區。許多地區因森林砍伐和土地覆蓋減少而地表裸露，在大雨期間易於遭受洪水侵襲。為此提出的調適戰略是透過種植本土樹木、保護集水區和通過分區管理來促進牧地的保護工作。 
對畜牧業的調適方案包括透過永續農業和牧場管理來管理生產。例如利用灌溉和使用處理過的污水，並重點投資乾草儲存以供旱季時使用。飼養牲畜被視為一種生計而非經濟活動。人們認為在所有東非國家，特別是位於ASAL地區的，促進牲畜商業化是種調適選擇。 而商業經濟模式涉及牲畜飼料生產、動物可追溯性、促進對肉類、牛奶和皮革等牲畜產品的需求以及與利基市場聯繫，以增強業務和提供可支配收入。
在水資源領域的選項中包含有效利用家庭、動物和工業用水以及保護水源。展開在集水區種植本土樹木、控制集水區附近的人類活動（特別是農業活動與定居點）等，以幫助保護水資源並為社區提供用水，特別是在氣候變化造成衝擊的期間。
葛摩聯盟 - 聯盟的國家調適行動計劃（NAPA）是減貧戰略文件（PRSP，由IMF和世界銀行要求的文件，涉及窮國債務解除之用）的作業延伸，因為此行動計畫透過流域重建以間接方式將農業、漁業、水、住房、衛生以及旅遊業納入其調適行動的優先事項。"
肯亞 - 於2016年發佈《氣候變化法》，依據此法設立一個權力機構，負責監督國家和地方政府、私營部門、民間社會、和其他行動者在開發、管理、實施和規範與增強氣候變化韌性及低碳開發相關的工作，期望實現永續發展。肯亞還制定《國家氣候變化行動計劃(NCCAP 2018–2022 的存檔，存档日期2019-12-23.》，目的為透過提供機制和措施，以期優先實現具有低碳氣候韌性的目標。

### 中非調適措施
安哥拉 – “安哥拉國家調適行動計劃的目標是確定和傳達本國在調適氣候變化方面的急迫和當前需求，增強安哥拉對氣候變化調適和氣候變化的韌性，以確保能實現減貧計劃、可持續發展目標和本國政府追求的千年發展目標。”

### 南部非洲調適措施
南部非洲在特定地方、一般地方、國家和區域範圍內已採取多項目的為加強應對氣候變化的倡議。其中有：區域氣候變化計劃 (Regional Climate Change Programme，RCCP)、南部非洲氣候變化與調適土地管理科學服務中心（The Southern African Science Service Centre for Climate Change and Adaptive Land Management，SASSCAL、半乾旱地區大規模調適（Adaptation at Scale in Semi-Arid Regions，ASSAR）、[聯合國開發署氣候變化調適、林波波河盆地韌性計畫（Resilience in the Limpopo Basin Program，RESILIM，由美國國際開發署與南非共同提供資金及管理）、為未來南非城市與土地建立韌性（Future Resilience for African Cities and Lands，FRACTAL）。南非於2012年4至2014年6月實施長期適應情景旗艦研究計劃(LTAS)。此研究還製作涵蓋南部非洲發展共同體地區的概況介紹和技術報告，報告標題為“氣候變化調適：南部非洲發展共同體(SADC) 的展望” ）”。
馬達加斯加 - 須優先調適的部門有：農業和畜牧業、林業、公共衛生、水資源和沿海地區。 
馬拉威 - 馬拉威國家調適行動計劃將以下確定為高度優先的活動：“經由發展可持續的農村生計，提高社區對氣候變化的韌性、把上希雷河谷和下希雷河谷流域的森林復育，以減少淤積和相關的水流問題、改善在降雨不穩定和氣候條件變化下的農業生產、提高馬拉威應對乾旱和洪水的準備、改善氣候監測，以增強馬拉威的早期預警能力和決策能力，以及對馬拉威湖和湖岸地區資源的可持續利用。”根據世界銀行為馬拉威製作的國家氣候與發展報告（CCDR），該國可“採取步驟以啟動對氣候調適型基礎設施的投資，防止土地退化和森林喪失，以提高農業生產力和碳捕集”。
模里西斯 – 應對以下優先領域進行調適：沿海資源、農業、水資源、漁業、人民健康與福祉、土地利用變化以及林業與生物多樣性。 
莫三比克 - “擬議的調適倡議針對經濟和社會發展的各個領域，並列舉與減少自然災害影響、制定氣候變化調適措施、防治高度沙漠化地區和沿海地區的土壤侵蝕、植樹造林與水資源管理。“
盧安達 - 制定的國家調適行動計劃（NAPA 2006）中包含指導國家政策制定者和規劃者在經濟部門須優先處理的脆弱性和調適行動。該國還按部門制定氣候變化調適的政策，例如《2020年願景》、《國家環境政策》與《農業政策》等。
坦尚尼亞 – 坦尚尼亞在其國家調適行動計劃以及不同國家部門戰略和研究成果中列出該優先處理的事項。國家調適行動計劃已有效達到將氣候變化納入該國部門政策的主流，但由於權力不平衡、預算限制和根深蒂固的部門各自為政等體制問題，對實施戰略極為重要的跨部門合作仍然無法達成。該國大部分項目主要涉及農業和水資源管理（灌溉、節水與雨水收集），而能源和旅遊業也具有重要作用。
尚比亞 – “尚比亞國家調適行動計劃確定農業和糧食安全（畜牧業、漁業和農作物）、能源和水資源、人民健康、自然資源和野生動物等領域中有39項緊急調適需求，以及10個需優先處理領域。”
辛巴威 – “辛巴威國家調適計劃進程的其他戰略性干預包括：加強私營部門在調適規劃中的作用、增強政府通過培訓開發可融資項目的能力、改善氣候背景信息的管理、為氣候變化規劃提供信息、制定積極主動的資源調動戰略，用於確定和申請國際氣候融資（相對於目前資金請求主要是反應性，重點在緊急救濟，而非氣候變化風險的減少、預作準備和調適），以及為方案和項目制定協調一致的監測和評估政策，因為政府內的許多機構目前尚缺乏具有系統性的做法。”
賴索托 – “賴索托國家調適行動方案進程的主要目標包括：確定最具氣候變化脆弱性的社區和生計，制定一份構成國家調適行動計劃核心的活動清單，並傳達該國當前和迫切的需求，以及建設調適能力的優先事項。”
納米比亞 – 為調適所需的關鍵主題是“糧食安全和可持續生物資源基礎、可持續水資源基礎、人民健康與福祉以及基礎設施發展。
南非 - 於2020年8月通過國家氣候變化調適戰略，“作為南非氣候變化調適工作的共同參考點，並提供一平台，該國就此可為所有經濟部門提供總體指導，以實現國家氣候變化調適的目標”。

## 社會與文化

### 氣候研究中的不平等
非洲將成為受氣候變化不利影響最嚴重的大陸之一，但與科學研究和經費提供相關所存在的系統性不平等和其他偏見，顯示已發表的氣候變化研究報告很少由非洲科學家撰寫，而他們也很少獲得研究經費。針對1990年至2020年期間氣候變化研究經費的分析，發現對此大陸氣候變化的經費，其中有78%是撥付給歐洲和北美洲的機構，而其中花在屬於前英國殖民地的經費比其他國家為多。 這種新殖民式科學（neo-colonial science，另有Neo-colonial research，helicopter research，parachute science或是parasitic research，及safari study的稱法）模式反過來又阻礙當地研究人員，他們因缺乏經費，而無法開展開創性工作，並減少對當地研究人員想法和對全球南方（Global south，參見南北分歧）重要主題（例如氣候變化適應）的投資。

## 外部連結
- Future Climate For Africa programme （页面存档备份，存于）
- African Climate Policy Centre （页面存档备份，存于） (ACCP) goal is to contribute to poverty reduction through successful mitigation and adaptation to climate change in Africa and to improve the capacity of African countries to participate effectively in multilateral climate negotiations.
- African Monsoon Multidisciplinary Analysis 2050 （页面存档备份，存于） (AMMA-2050) aim to address the challenges of understanding how the monsoon will change in future decades, to 2050, and how this information can be most effectively used to support climate-compatible development in the region.
- Collaborative Adaptation Research Initiative in Africa and Asia （页面存档备份，存于） (CARIAA) builds resilience by supporting collaborative research on climate change adaptation to inform adaptation policy and practice.
- Integrating Hydro-Climate Science into Policy Decisions for Climate-Resilient Infrastructure and Livelihoods in East Africa （页面存档备份，存于） (HyCRISTAL) was aimed to tackle uncertainties that exist around climate change projections for the region, concentrating in particular on what they mean for the availability and management of water.
- Southern African Science Service Centre for Climate Change and Adaptive Land Management （页面存档备份，存于） (SASSCAL) initiative aims to put possible solutions to the many challenges of global change to develop and produce scientifically sound findings and sustainable socio-economic benefits for the entire Southern Africa region.
- West African Science Service Center on Climate Change and Adapted Land Use （页面存档备份，存于） (WASCAL) is a research-focused Climate Service Centre designed to help tackle this challenge and thereby enhance the resilience of human and environmental systems to climate change and increased variability in West Africa.